# Santo Stefano al Mare
Santo Stefano al Mare (en ligur San Stéva) és un comune italià, situat a la regió de la Ligúria i a la província d'Imperia. El 2015 tenia 2.197 habitants.

## Geografia
Té una superfície de 2,69 km² i limita amb Cipressa, Pompeiana, Riva Ligure i Terzorio.

## Evolució demogràfica
| Gràfica d'evolució de Santo Stefano al Mare entre 1861 i 2011 |
|                                                               |
| Font: ISTAT                                                   |

## Fills il·lustres
- Pier Francesco Meglia (1810 - 1883), cardenal de l'Església catòlica, nunci apostòlic a Mèxic, Baviera i París.